# Cantonul Les Herbiers
Cantonul Les Herbiers este un canton din arondismentul La Roche-sur-Yon, departamentul Vendée, regiunea Pays de la Loire, Franța.

## Comune
- Beaurepaire
- Les Epesses
- Les Herbiers (reședință)
- Mesnard-la-Barotière
- Mouchamps
- Saint-Mars-la-Réorthe
- Saint-Paul-en-Pareds
- Vendrennes